# 西南岔河 (汤旺河)

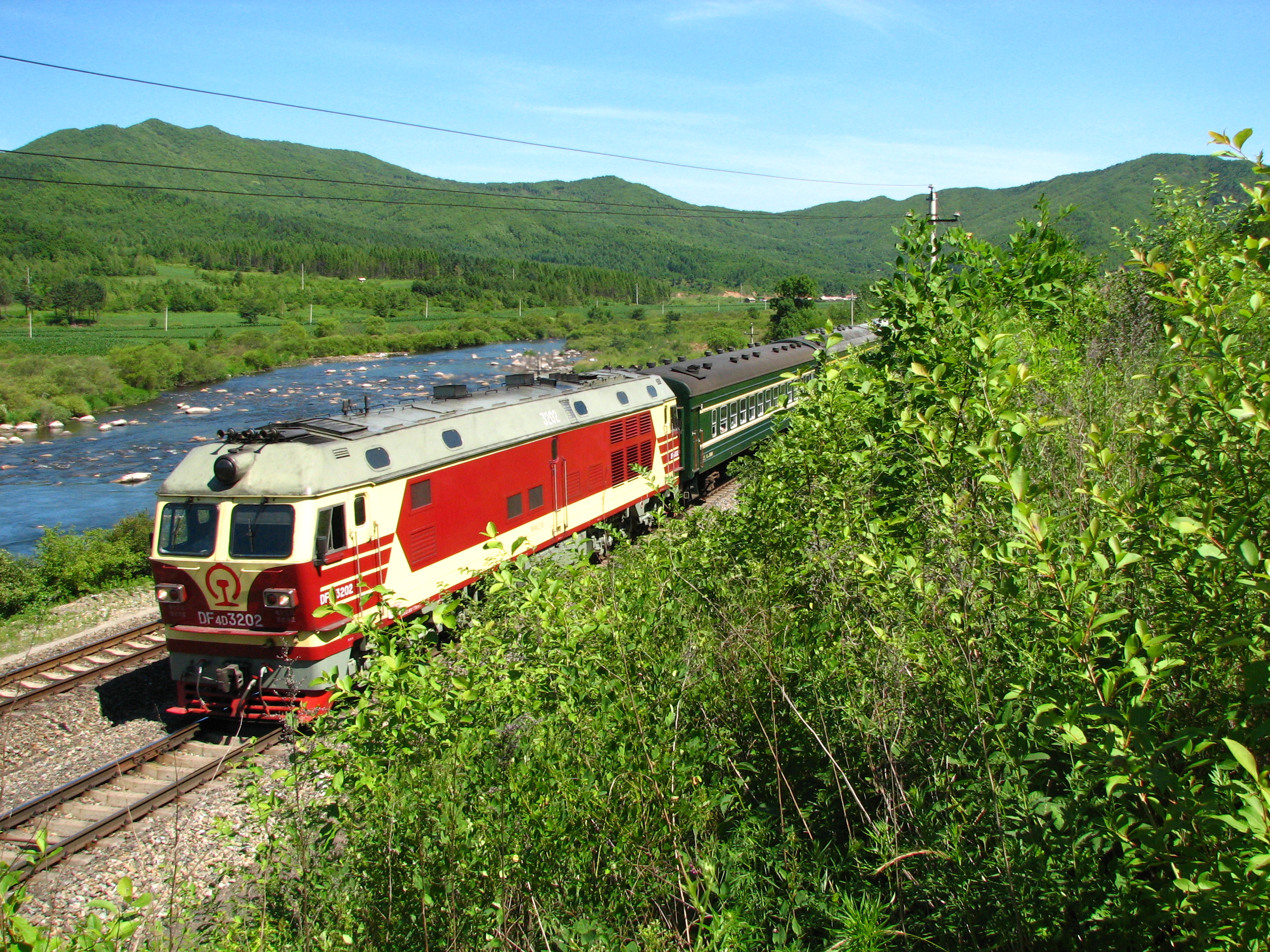
西南岔河在南岔县迎春乡梧桐村附近的梧桐大湾子附近河段沿岸风光。

西南岔河位于中华人民共和国黑龙江省中部，是汤旺河右岸支流。旧称扎琳河，源自满语“麝香”（穆麟德轉寫：jarin）。上游源流称小白河，发源于大箐山县西部小城墙砬子西北1149高地，先向南呈弧形折向北流，经海拔981米的钻天锤山西麓转东北流，于朗乡镇小白社区转东流，经朗乡镇驻地转东北流，过大箐山县城，在铁南社区街道青川村（大青川林场）转北流，于南岔县迎春乡松青社区进入南岔县境内，北流至梧桐村后再转东流，经县城南岔镇，过绿潭村后沿仙翁山国家森林公园北缘汇入汤旺河。河流全长121千米，河宽80～180米，流域面积2735平方千米，河道平均比降0.448‰，年均径流量8.88亿立方米。西南岔河地处小兴安岭山地，流域内沟谷纵横，森林茂密。